# Alby-sur-Chéran
Alby-sur-Chéran is een gemeente in het Franse departement Haute-Savoie (regio Auvergne-Rhône-Alpes). De plaats maakt deel uit van het arrondissement Annecy. Alby-sur-Chéran telde op 1 januari 2022 2.643 inwoners.

## Geografie
De oppervlakte van Alby-sur-Chéran bedroeg op 1 januari 2022 6,56 vierkante kilometer; de bevolkingsdichtheid was toen 402,9 inwoners per km². 

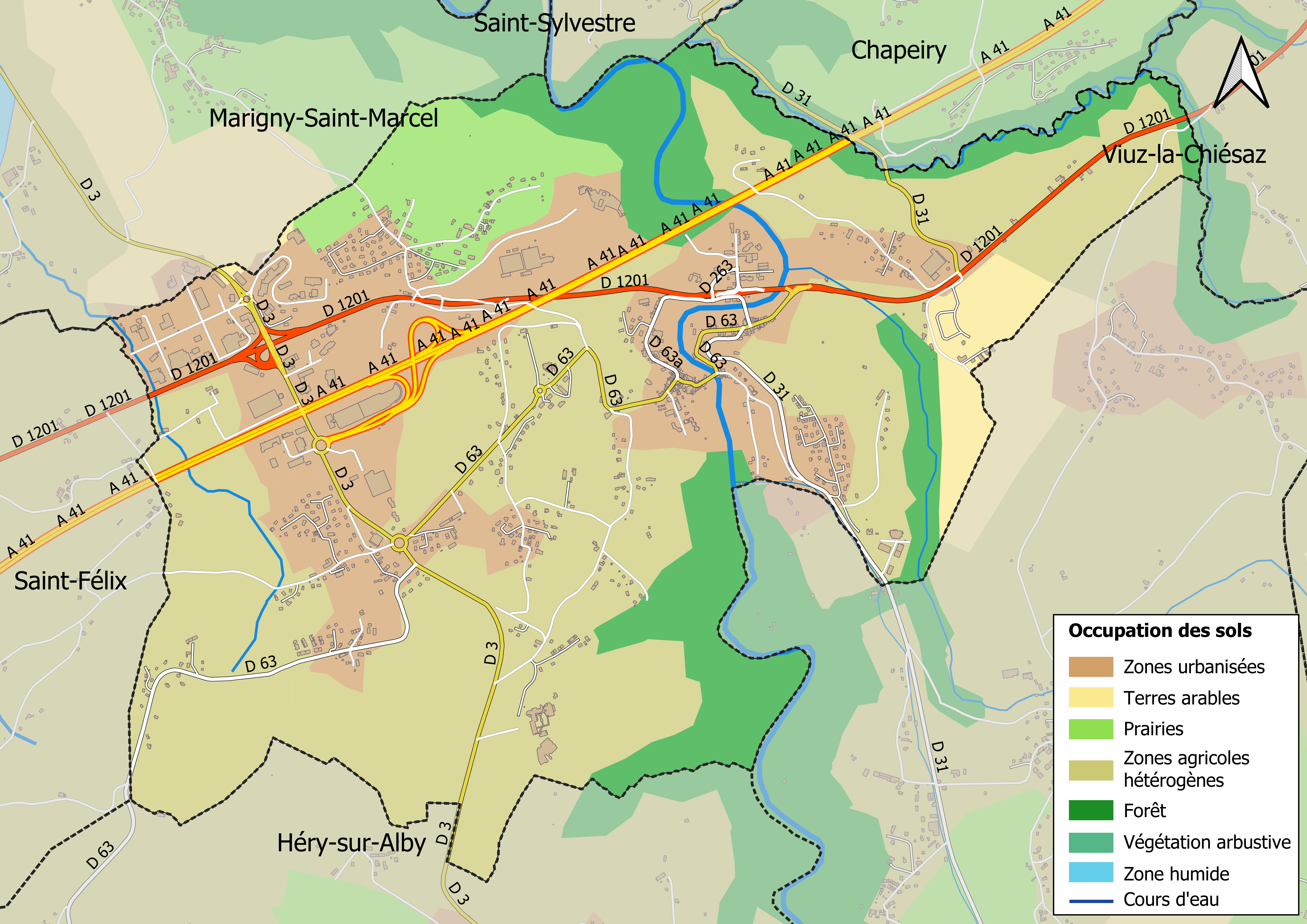
Kaart van de gemeente met de belangrijkste infrastructuur, bodemgebruik en omliggende gemeenten

## Demografie
Onderstaande figuur toont het verloop van het inwonertal (bron: INSEE-tellingen).